# チョバニ

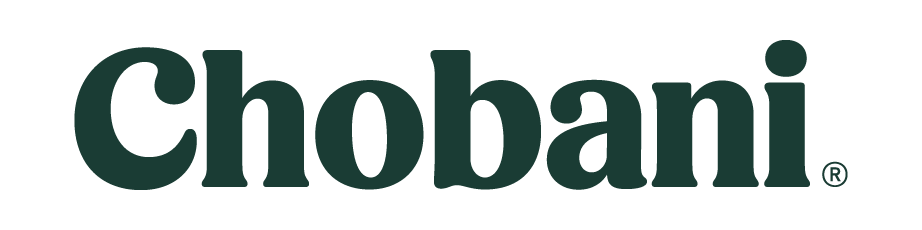

チョバニ（英語: Chobani）はトルコ出身のクルド人がアメリカ合衆国で最近創始した乳製品企業で、水切りヨーグルト（アメリカでは通称ギリシャヨーグルト）をおもに製造、販売している。チョバニはトルコ語で羊飼いの意。

## 歴史
トルコから米国への留学生だったクルド人のハムディ・ウルカヤが始めフェタチーズなどを細々と生産販売していたが、2005年にクラフトフーヅのニューヨーク州北部のニューバーリンにある工場が売りに出されたのを買い、少人数でギリシャヨーグルトを開発し、2007年から「チョバニ」を売り出した。2012年にはアイダホ州ツインフォールズに大きな工場を建てている。
チョバニがデビューした年には、ヨーグルト市場全体に占めるギリシャヨーグルトの割合は2%ほどだったのに、2014年には36%を占めるようになるまで「ギリシャヨーグルト・ブーム」を巻き起こしたが、大手の進出により経営が逼迫し、2014年にはTPGキャピタルより支援を受けた。

## 製品
チョバニの乳製品はギリシャヨーグルトに特化していて、マンゴー、ブラックベリー、ピーナツバターなどを入れたものなど、様々な種類がある。

## 創業者
創業者でCEOのハムディ・ウルカヤは、本人談によると、1972年にトルコ東部のアナトリアで乳業を営むクルド人家庭に生まれ、アンカラ大学卒業後、1994年に英語を学ぶため渡米し、ニューヨーク州立大学オールバニ校に在校。トルコのフェタチーズの輸入を勧めた父親に触発され、1997年にチーズ製造のユーフラテス社を創業したが、2年後にニューヨーク州北部のヨーグルト工場をアメリカ政府系の中小企業支援財団から融資を受けて購入し、母国で食べていたスタイルのヨーグルトを製造販売し、成功。
アメリカ生まれでイスタンブール大学卒の15歳年上の小児科医と1999年に結婚したが、離婚。二人の間に子供はない。2012年に、チョバニの株式の53%（10億ドル超）の所有権を巡って元妻がハムディに対して訴訟を起こしたが、2015年に示談で和解。元妻は、ハムディの起業時に、チョバニの前身であるユーフラテス社の株式の53%を譲り受ける約束のもとに融資をしたこと、チョバニのヨーグルトレシピは同業のファイェ の元技術者から3万ユーロで買ったものであることを主張していた。ユーフラテス社の株式を巡っては別の人物からも訴訟を起こされている。
2015年に難民救済を目的とする財団「Tent」の設立を予定していること、寄付啓蒙運動の「ギビング・プレッジ」に参加したことを発表した。

## 参照
1. 1 2 3 4 5 6 7  Chobani founder signs up to Bill Gates' Giving Pledge and promises to donate most of his self-made $1.4bn fortuneDailyMail, 29 May 2015
2. ↑  Chobaniの歴史 (英語)
3. ↑   ご存じ？ ヨーグルト「Chobani（チョバーニ）」がヒットした秘密
4. ↑  Chobaniの製品 (英語)
5. 1 2 3  Ayse Giray – Chobani Yogurt Founder Hamdi Ulukaya´s Ex-WifeDaily Entertainment News, April 4, 2014